# Kampfspiele
Unter der Gattungsbezeichnung Kampfspiele fasst die Spielwissenschaft eine Reihe sehr verschiedenartiger Spielformen zusammen, die nur darin übereinstimmen, dass ihr Spielgedanke der kämpferischen Auseinandersetzung und dem Wettkampfprinzip folgt. Innerhalb der Vielfalt der Erscheinungsformen der Gattung kann sich das einzelne Kampfspiel etwa als ein Brettspiel, ein Sportspiel, als Kriegsspiel oder Geländespiel darstellen. Manche historische Kampfspiele haben in jeweils zeitgemäßen Formen die Jahrtausende überdauert. So hat sich etwa das antike Wagenrennen zum modernen Autorennen verwandelt. Andere Spiele wie etwa das Baumstammwerfen beschränken sich auf eine regionale Tradition.

## Charakter
Die Wortbildung bringt sprachlich die für diese Spielgattung typische Verbindung von Kampf und Spiel zum Ausdruck. Alle Arten von Kampfspielen versuchen, in der Schaffung von Gegnern und der spielerischen Auseinandersetzung zwischen ihnen einen Einzel- oder Mannschaftssieger zu ermitteln. Dabei kann die Konkurrenz als Brettspiel (Schach), im Sandkasten (Ritter- oder Soldatenspiele), im Gelände (Militär-Manöver, Paintball), auf dem Sportplatz (als Mannschaftsspiel Fußball oder Parteienspiele wie Völkerball oder Jägerball), in der Halle (Basketball), im Wasser (Wasserball), in der Arena (Stierspiele) oder in der Luft (Drachen-, Modellflugzeugwettbewerbe) ausgetragen werden. Wesentlich ist das Merkmal des Kampfes in spielerischer Form mit der Zielsetzung der Ermittlung eines Siegers unter den Kontrahenten.

## Kampfspiele in der Sage

### Griechische Sage
Wie der Dichter Homer in seiner Odyssee berichtet, wurden zu Ehren des griechischen Helden Odysseus, den es auf dem Rückweg aus der Schlacht von Troja an die Gestade der Phaiaken verschlug, Kampfspiele veranstaltet, bei denen sich der Gast durch seine außerordentliche Kraft und Geschicklichkeit auszeichnete, was als ein Indiz und Beweis für seine edle Herkunft galt.

### Germanische Sage
Siegfried und der mit ihm nach Island auf Brautschau gezogene Burgunderkönig Gunther mussten nach der Nibelungensage in Kampfspielen gegen Brünhild siegen, um sie als Gattin nach Worms an den Rhein heimführen zu dürfen. Dabei hatte der Brautwerber die Gastgeberin in einem Dreikampf aus Steinstoßen, Speerwurf und Weitsprung zu besiegen.

## Kampfspiele in der Geschichte

### Vorolympische Epoche der Antike
Aus dem alten Ägypten der Pharaonen, aus dem antiken Griechenland, aus dem Byzantinischen Reich wie von den Etruskern sind Wagenrennen mit zwei- oder  vierspännigen Streitwagen als Kampfspielart des Kriegeradels überliefert, die sich bis in die römische Kaiserzeit hielt. Die älteste schriftliche Darstellung solch eines Kampfspiels verfasste der Dichter Homer in seiner Ilias, wo er ausführlich einen Totenagon zu Ehren des vor Troja gefallenen Patroklos beschreibt.
Neben den Wagenrennen entstanden nach und nach weitere Kampfspielarten, die die Griechen als „Agone“ (ἀγών = „Kampf“, „Wettstreit“, „Kampfspiel“) bezeichneten und bei den Panhellenischen Spielen als gymnische (= athletische), hippische (= pferdesportliche) und musische (= dichterische) Agone austrugen.

### Olympische Spiele
Die seit 776 v. Chr. alle vier Jahre veranstalteten Olympischen Spiele galten im antiken Griechenland als Kampfspiele und zugleich als ein Friedensfest der (griechischstämmigen) Völker, während deren Austragung alle kriegerischen Auseinandersetzungen ruhen mussten. Im Laufe ihrer dreiphasigen, über fast drei Jahrtausende verlaufenden Geschichte veränderten die olympischen Kampfspiele immer wieder ihre Gestalt und ideelle Ausrichtung.

### Gladiatorenspiele
Die in der römischen Kaiserzeit vor allem im berühmten Kolosseum von Rom, aber auch in den Arenen der Provinzen veranstalteten Zirkusspiele mit Gladiatoren und wilden Tieren erfreuten sich unter der Bevölkerung einer hohen Beliebtheit. Unter dem kostenlosen Angebot „Panem et circenses“ (Brot und Spiele) konnten Senatoren Wahlen gewinnen, hielten die Kaiser die Bevölkerung ruhig. Zwischen 264 v. Chr. und 400 n. Chr. unterhielten Gladiatorenspiele in Form von Zweikämpfen, Gruppenkämpfen oder Tierkämpfen in öffentlichen Schaustellungen die römische Bevölkerung.

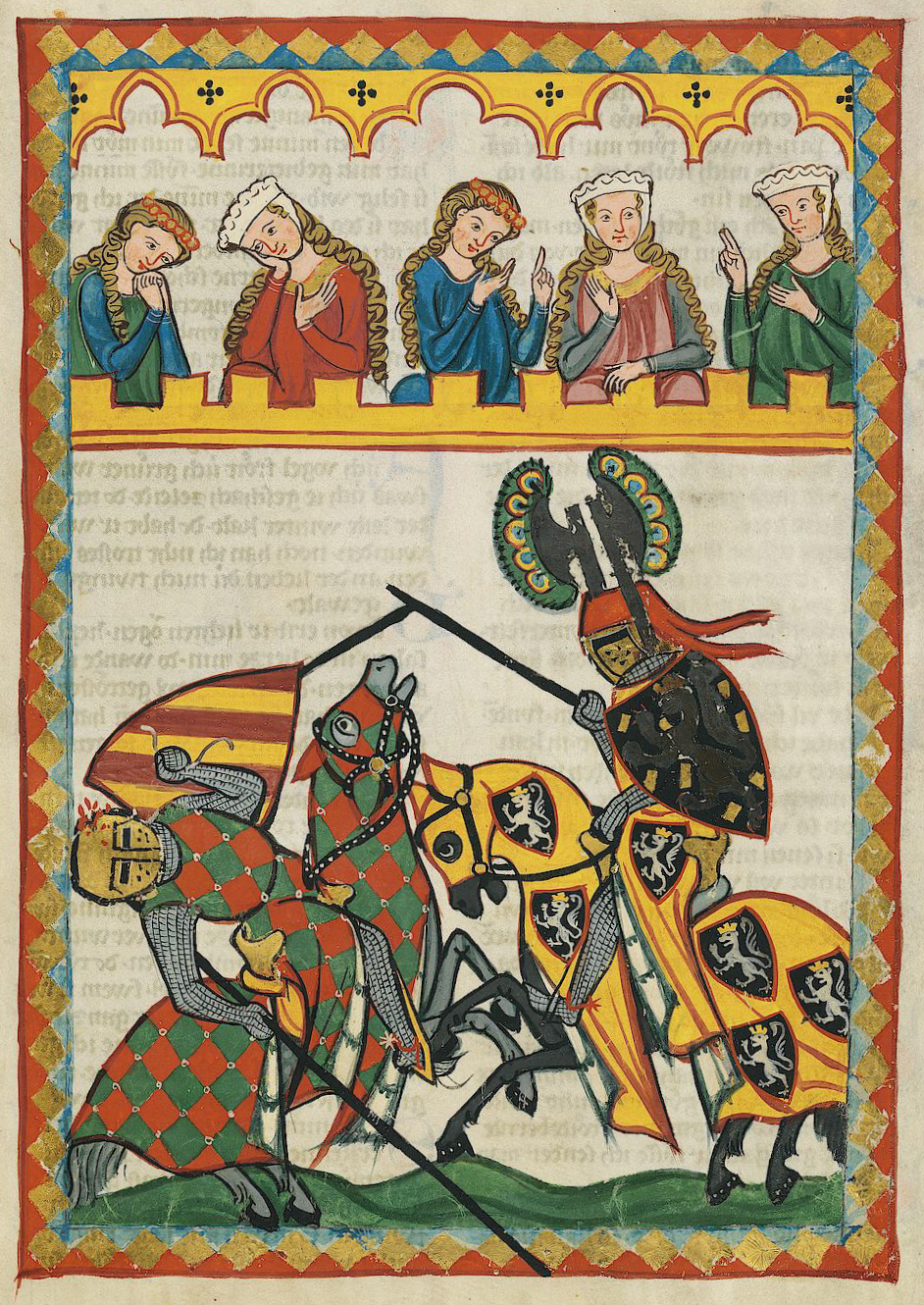
Darstellung eines Ritterspiels im Codex Manesse

### Ritterspiele
Durch das gesamte europäische Mittelalter hindurch maßen sich die Ritter in Turnieren hinsichtlich ihrer kriegerischen Fertigkeiten miteinander und gewannen dabei Ruhm, Ehre, Ansehen beim Publikum sowie die Gunst des Kaisers und der edlen Damen. Die Akteure traten zu dem Kampfspiel einzeln oder in Gruppen an, und selbst Kaiser (wie Maximilian I. (1459–1519), der als „letzter Ritter“ bezeichnet wurde) scheuten sich nicht, daran teilzunehmen.

### Stierkampfspiele

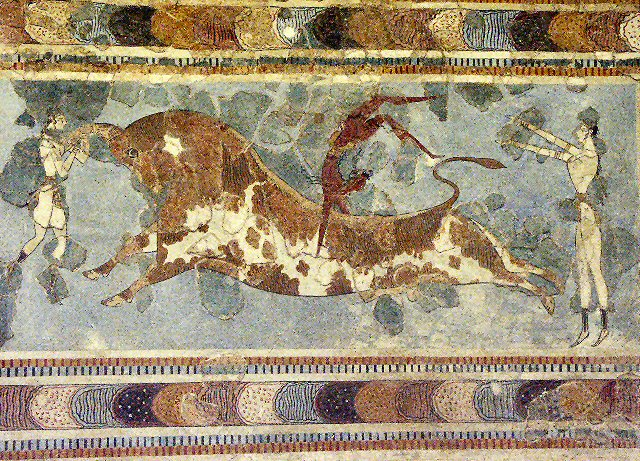
Minoische Wandmalerei eines Stierspiels, Knossos auf Kreta

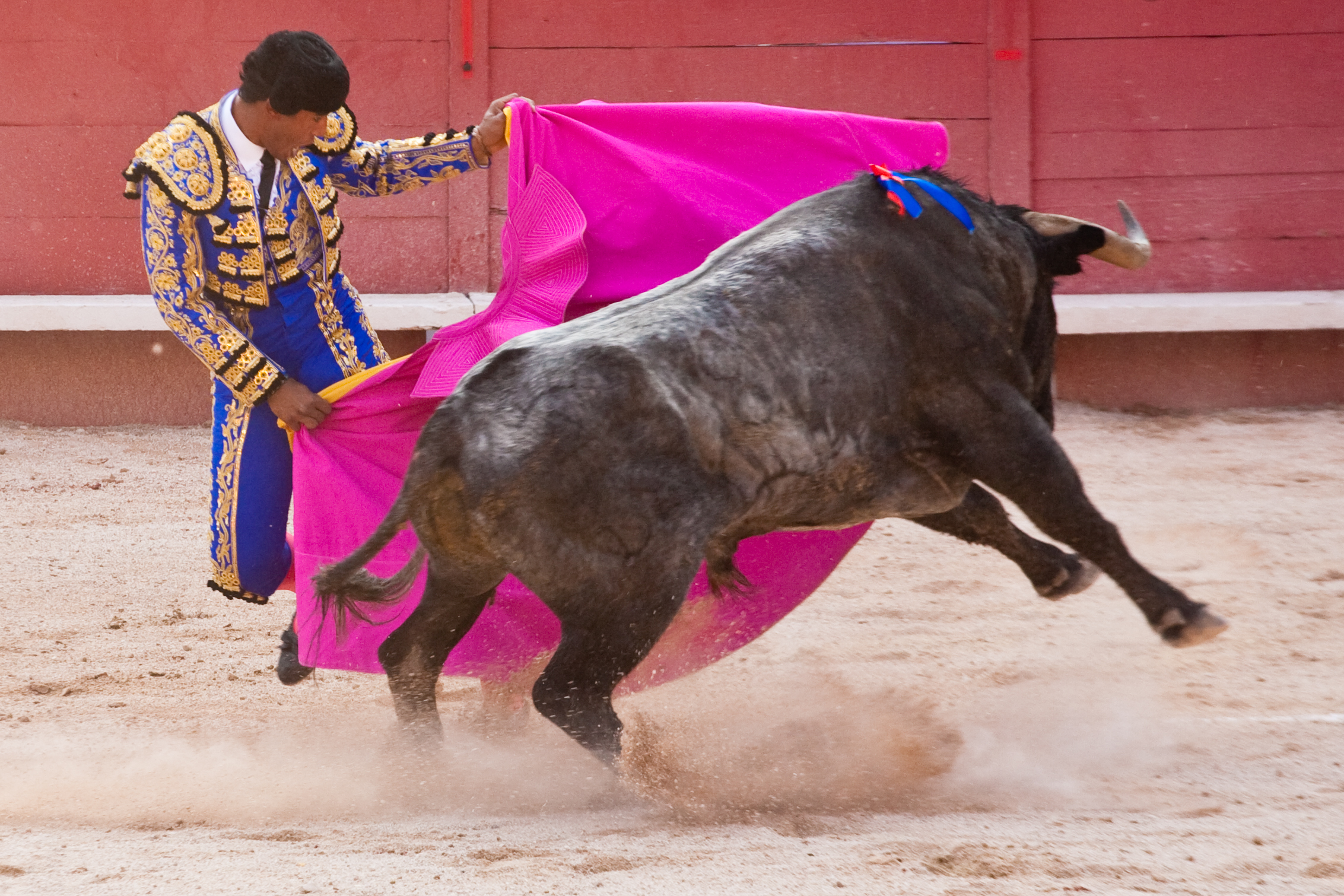
Stierkampf in der Arena von Arles

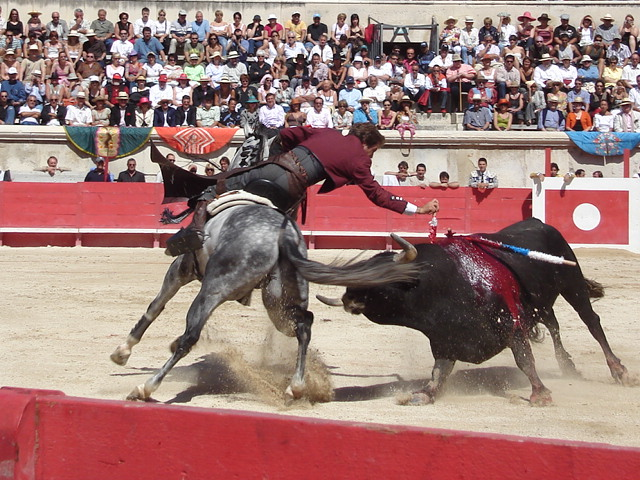
Rejoneador, Stierkampf zu Pferde

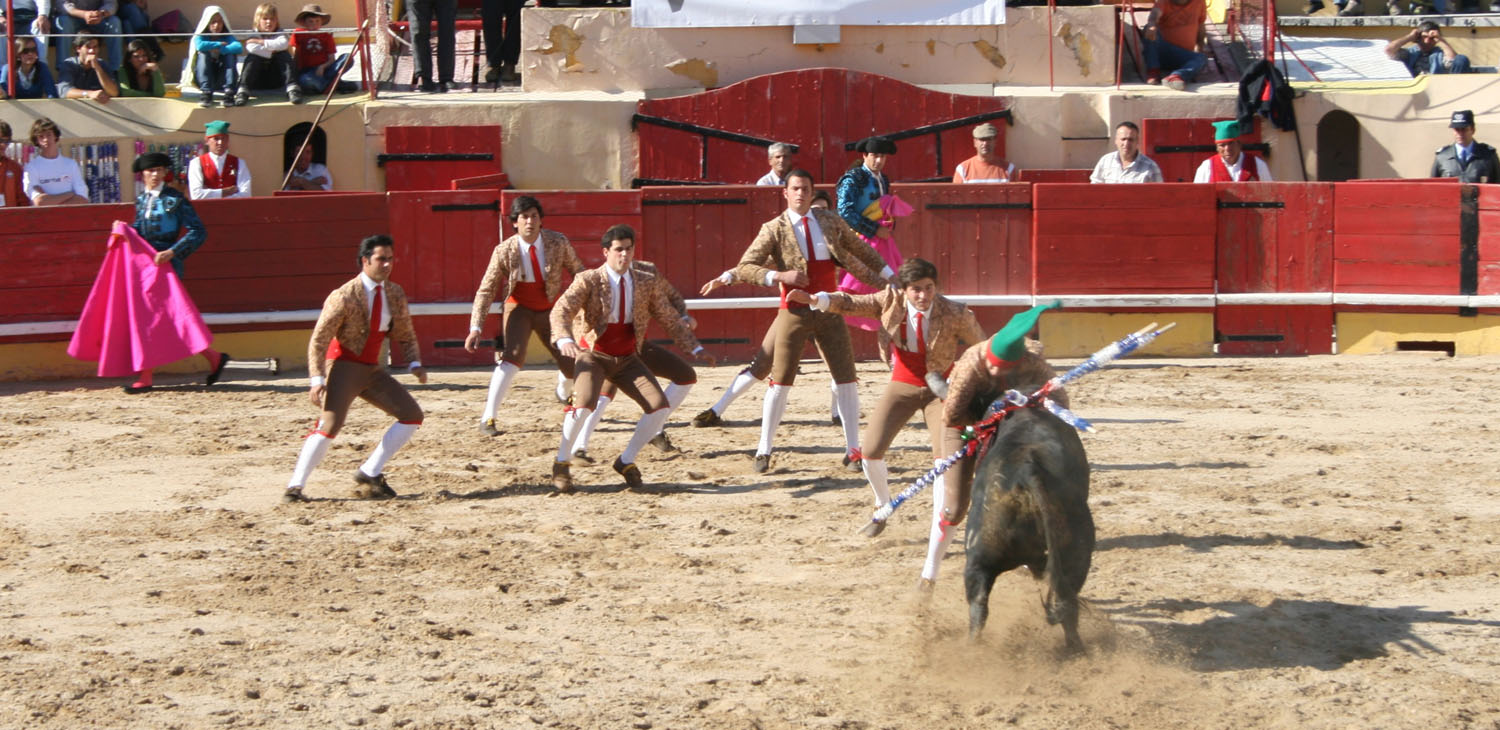
Die Pega, spielerischer Stierkampf

Die traditionelle, seit dem griechischen Altertum (griechisch ταυρομαχία = Tauromachia = Stierkampf) bekannte, vornehmlich in den Stierzuchtländern des Mittelmeers und Südamerikas beheimatete spielerisch kämpfende Auseinandersetzung mit einem Stier kennt zahlreiche Varianten: Im Palast von Knossos auf Kreta ist ein Stiersprung-Fresko aus der minoischen Zeit (1600–1450 v. Chr.) erhalten, das einen Eindruck von den Stierspielen der frühen Epoche vermittelt. Drei Artisten überspringen offenbar den anstürmenden Stier mit einem kunstvollen Salto. Das rituelle Spiel symbolisierte den Triumph des Menschen über das stärkste Tier des Mittelmeers. Spätere Stierspiele seit dem Mittelalter stellen sich in todbringenden Kämpfen eines Matadors zu Fuß oder zu Pferde (Rejoneador) mit dem Stier in einer Arena dar. Sie können aber auch in unblutiger spielerischer Auseinandersetzung mit dem Stier ausgetragen werden: So versuchen bei den südfranzösischen „Courses à la Cocarde“ mutige  „Razeteurs“, dem Stier eine zwischen den Hörnern angebrachte Kokarde zu entreißen. In Portugal versuchen sieben sogenannte „Forcados“ ohne Waffe, nur mit Mut und körperlicher Geschicklichkeit, den Stier gemeinsam an Kopf und Schwanz niederzuwerfen.

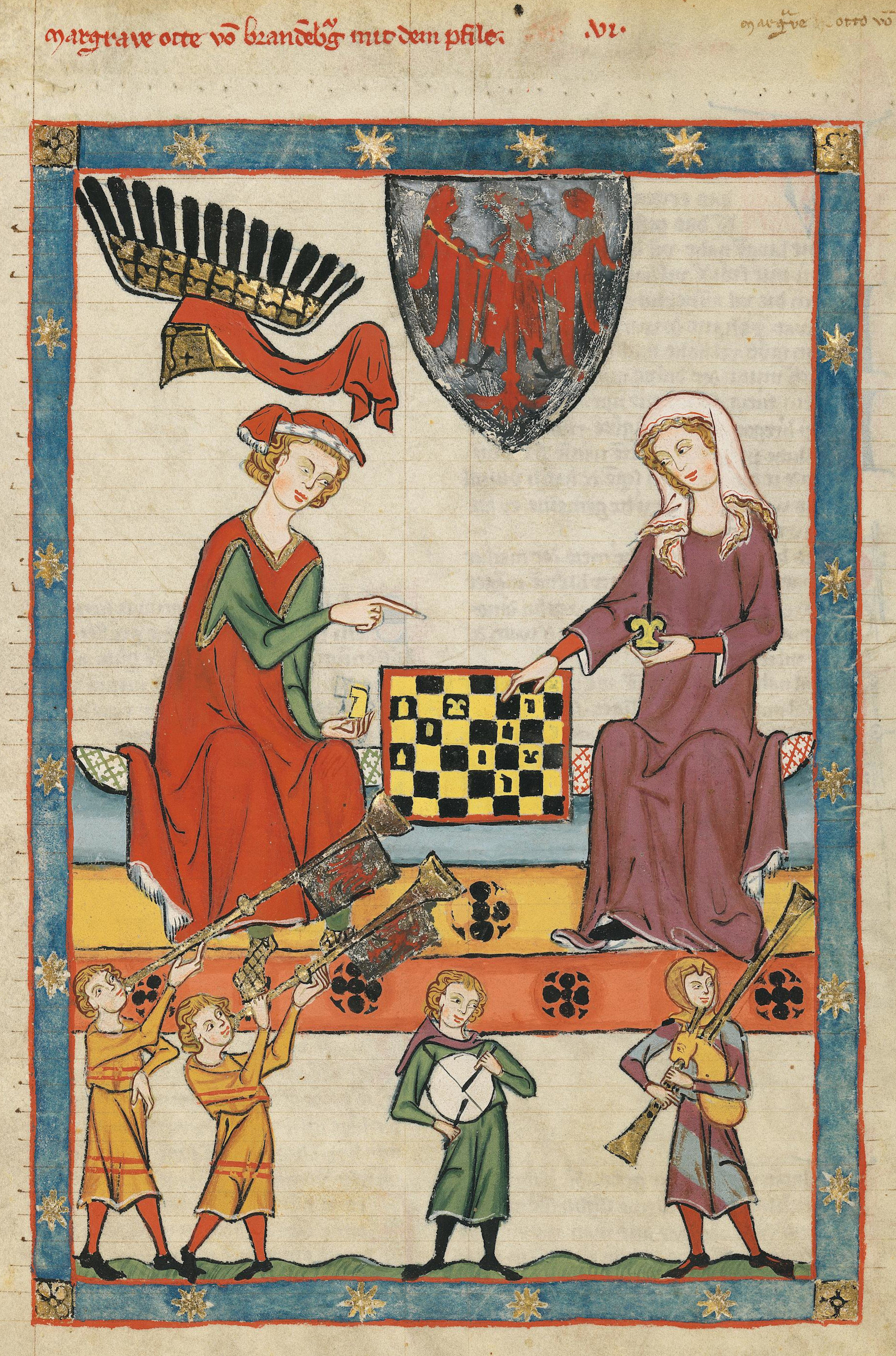
Adelige beim Schachspiel (um 1320)

## Kampfspiele heute
Das Genre der Kampfspiele präsentiert sich heute in vielfältigen Formen, etwa als Brettspiele, Gesellschaftsspiele,  Sportspiele, Geländespiele oder Kriegsspiele. Es können dazu nur einige Beispiele angeführt werden.

### Brettspiele
Ein sehr altes, auf dem Spielbrett ausgetragenes Kampfspiel, bei dem man sich bis zur Weltmeisterschaftsteilnahme qualifizieren kann, ist etwa das Schachspiel. Es wurde im deutschen Mittelalter sogar vom Hochadel geschätzt.

### Gesellschaftsspiele

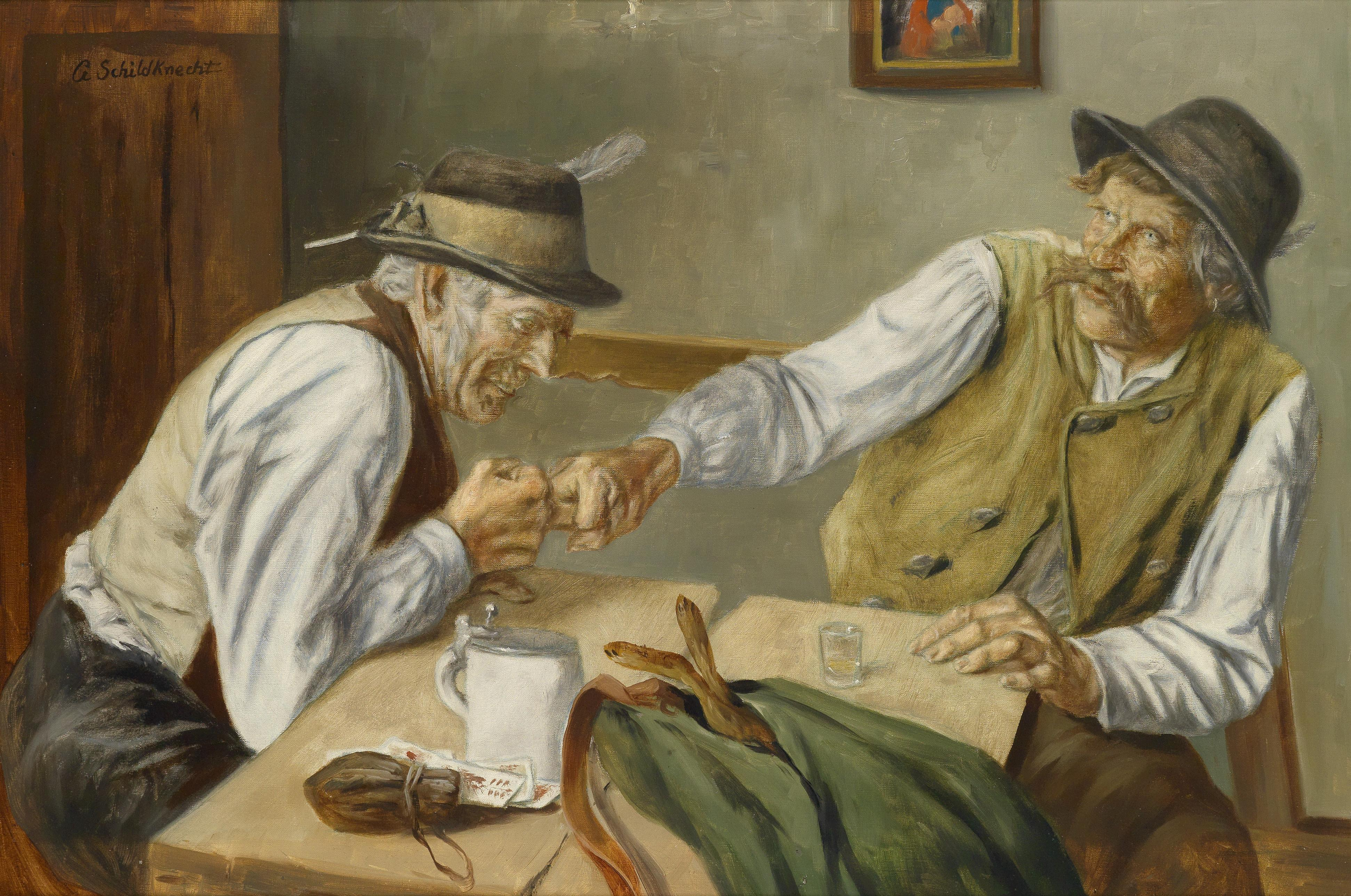
Fingerhakeln (Gemälde von Georg Schildknecht)

Das aus dem Alpenraum überlieferte Fingerhakeln, das sich auch in der Redewendung „Jemanden über den Tisch ziehen“ bildlich Ausdruck verschafft, ist ein altes Wirtshausspiel, bei dem es darum geht, einen Kontrahenten mit Kraft, Geschicklichkeit, List und Tücke zu sich herüberzuziehen. Es wird heute auch in sportlichen Wettkämpfen ausgetragen.

### Sportspiele

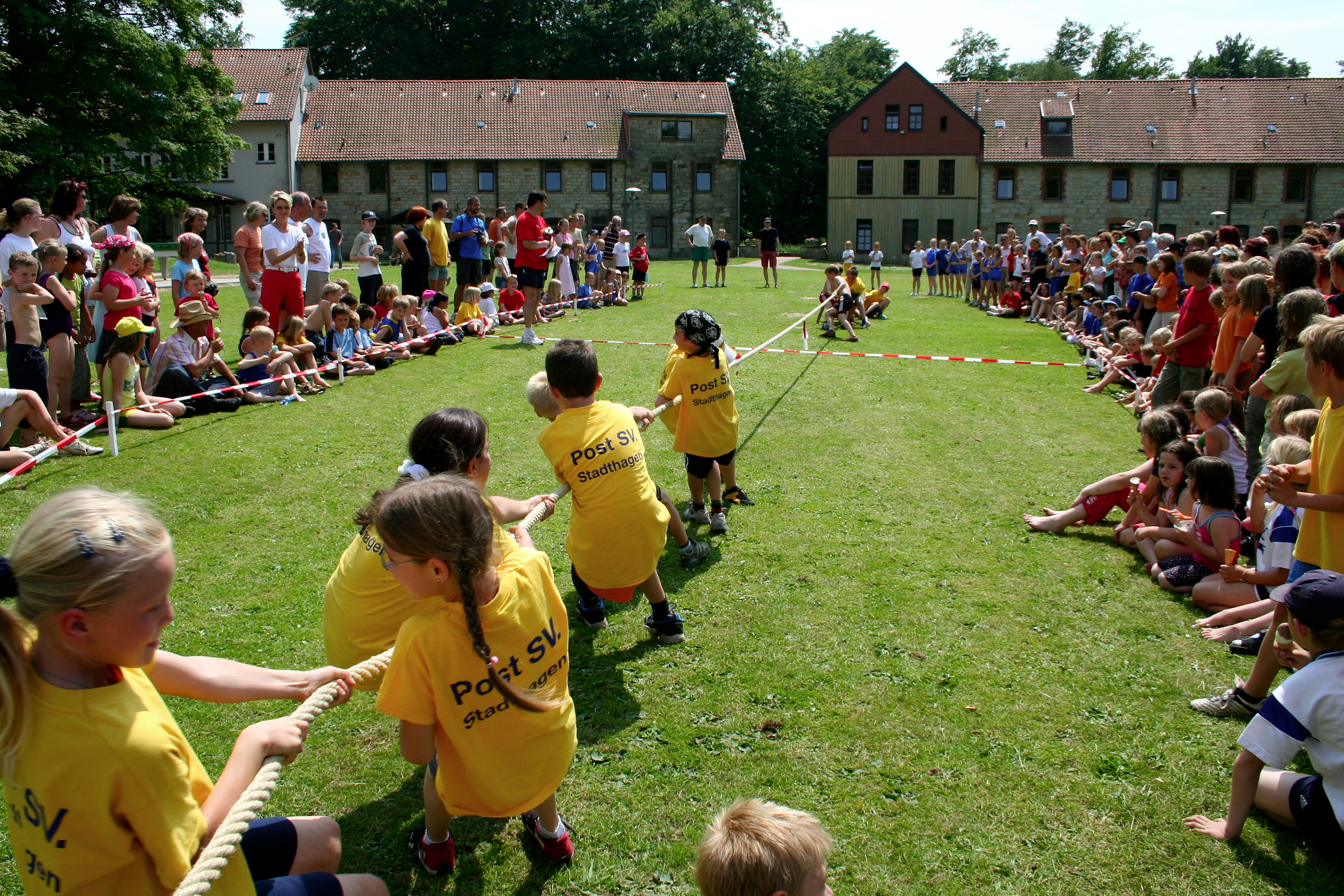
Tauziehen beim Jahn-Bergturnfest auf dem Bückeberg in Niedersachsen

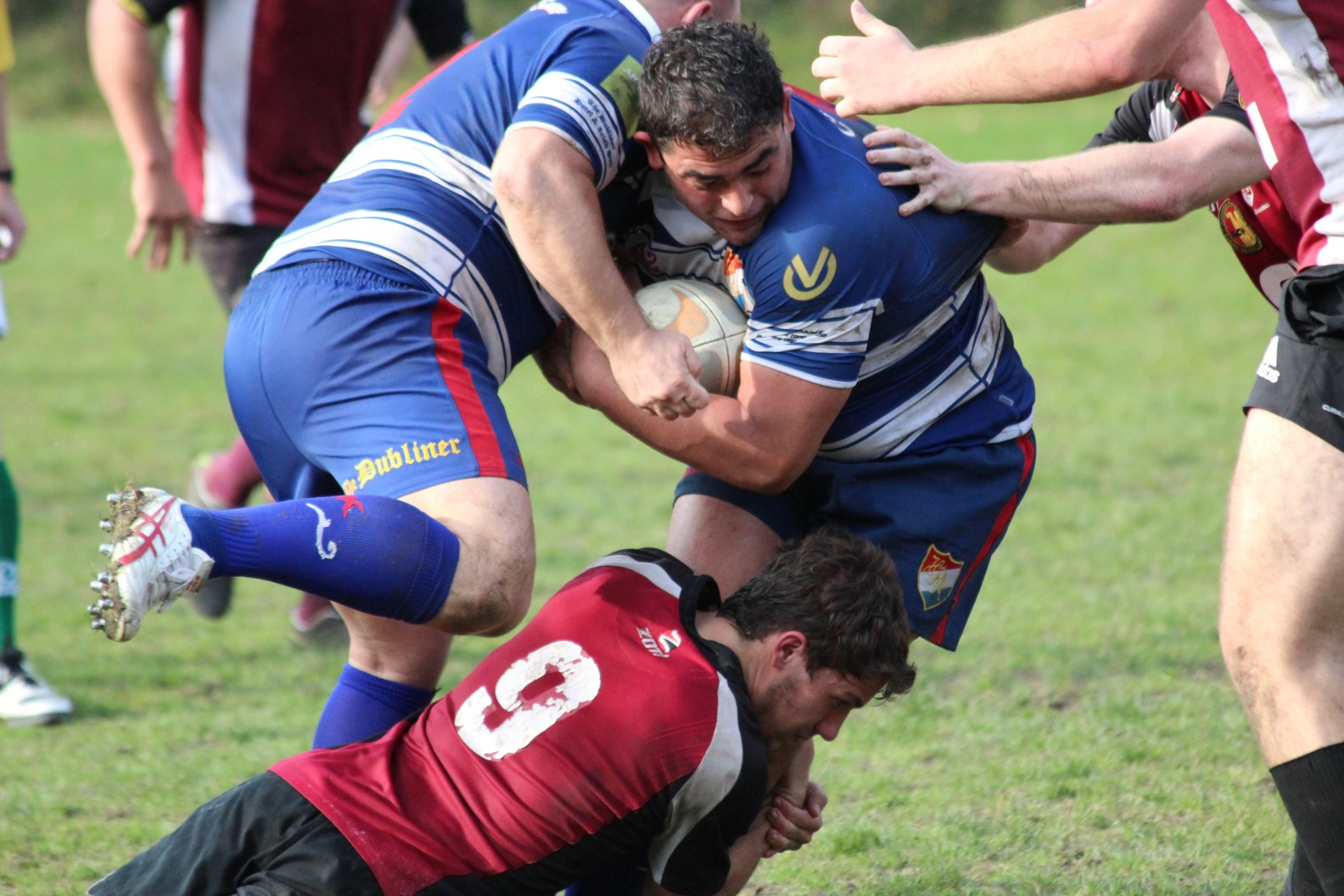
Rugby: Tackling scene

Zu den sportlichen Kampfspielen zählen vor allem die in Meisterschaften, oft auch von professionellen Spielern ausgetragenen sogenannten „Großen Sportspiele“ Fußball, Hallenhandball, Basketball, Eishockey, Tennis oder Tischtennis. Aber auch regional bedeutsame Sportspiele wie das schottische Baumstammwerfen („caber toss“), das in Ländern wie der Schweiz, in Schweden oder Spanien populäre Tauziehen oder das im angloamerikanischen Raum sehr verbreitete Rugby zählen zu der Kategorie der Sportspiele.

### Geländespiele
In Afghanistan, aber auch in China und Japan finden in der windreichen Jahreszeit regelmäßig Kämpfe zwischen Drachenspielern statt, die darauf abzielen, den Drachen der anderen mit Geschick, Tricks und technischem Können die Halteschnüren durchzuschneiden und sie auf diese Weise vom Himmel zu holen. Der afghanisch-amerikanische Schriftsteller Khaled Hosseini hat diesem in seinem Lande beliebten und verbreiteten Kampfspiel in seinem Bestseller „Der Drachenläufer“ ein Denkmal gesetzt. Der im Jahre 2003 unter dem Titel „The Kite Runner“ (deutsch „Drachenläufer“) erschienene Roman wurde im Jahre 2007 auch verfilmt.

### Kriegsspiele
Kriegsspiele lassen sich bei sämtlichen Völkern der Erde nachweisen. Sie reichen in ihrer Spannweite von den Indianer- oder Ritterspielen der Kinder bis zu den kriegerische Aktionen simulierenden Manöverspielen des Militärs. Der Wortteil „Krieg“ verführt dabei häufig zu einer Verkennung des Symbolcharakters des spielerischen Genres, einer Verwechslung mit dem realen Krieg und einer entsprechend vorschnellen grundsätzlichen Verurteilung dieser Spielformen.

## Kampfspiel und Kampfsport

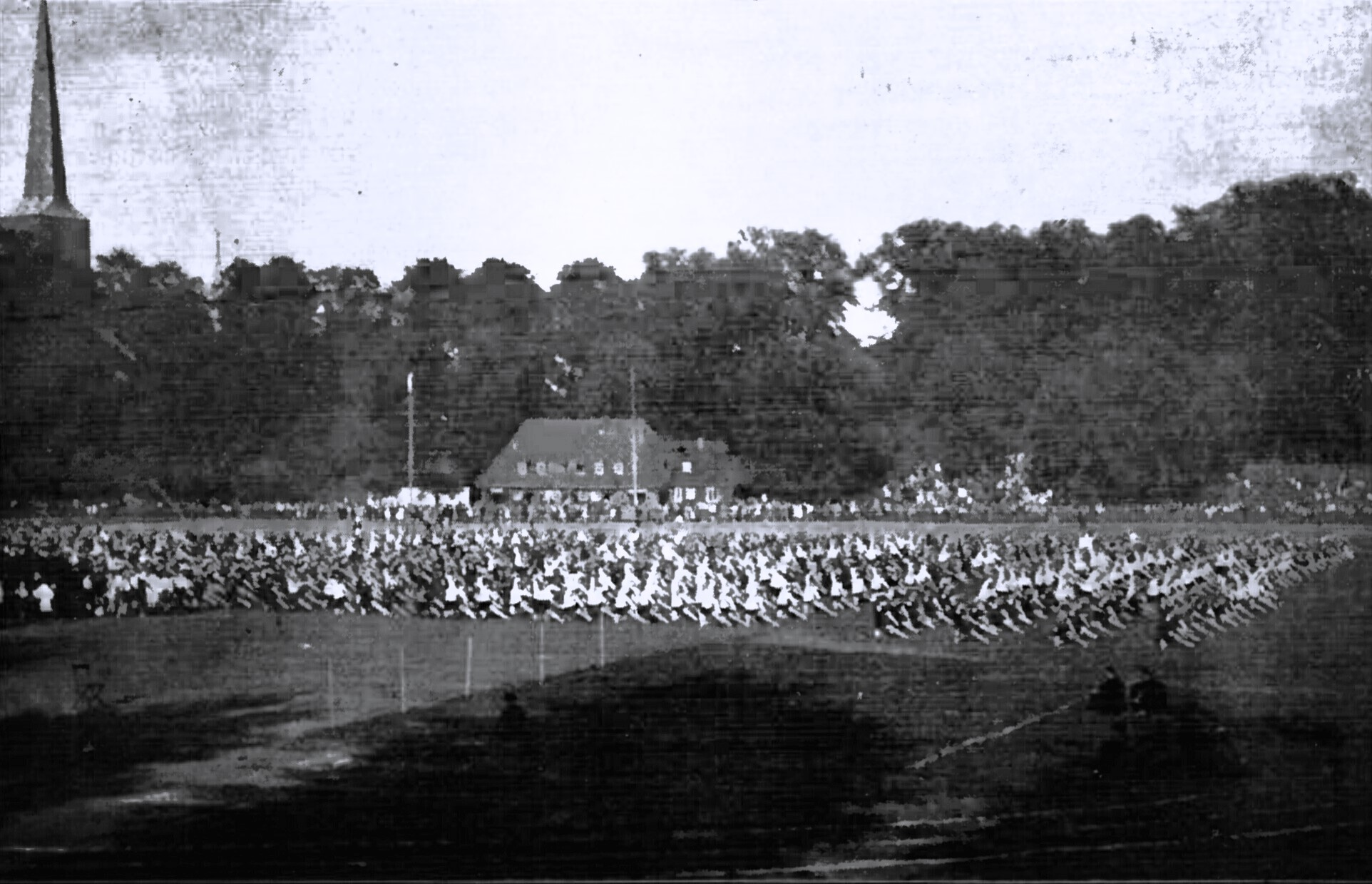
Kampfspiele der Lübeckischen Mädchenschulen am 13. September 1925 auf dem Buniamshof

Während beim Kampfspiel (Autorennen, Tauziehen, Brennball, Schlagball, Schach) die spielerischen Momente eines Wettspiels überwiegen, eher der Spaßfaktor im Vordergrund steht, zeigt sich der Kampfsport (Kendō, Budo, Boxen, Ringen, Fechten, Karate, Taekwondo) durch weit härtere, spezialisierte, oft von professionellen Sportlern nach hartem Training ausgeübten Auseinandersetzungen gekennzeichnet. Die Übergänge zwischen Kampfspiel und Kampfsport sind jedoch fließend und etwa an den Sportspielen (Fußball, Basketball, Hallenhandball, Eishockey) erkennbar, die schon durch die Wortverbindung ihre Zwitterstellung zwischen Spiel und Sport treffend dokumentieren.

## Bewertung
Kampfspiele stoßen in der öffentlichen Meinung vor allem dann auf Ablehnung, wenn sie zu groben Verletzungen führen, blutig ausgetragen oder gar auf die Tötung eines Tieres oder Menschen abzielen. Dies trifft vor allem auf historische Formen zu, etwa den Stierkampf.
In neuerer Zeit spielen vorrangig psychologische und pädagogische Überlegungen zu dem Spielcharakter eine Rolle: So gerieten die Wett- und Kampfspiele etwa mit der aufkommenden Friedensbewegung zugunsten der von ihr kreierten sogenannten „alternativen Spielformen“ in den 1970er Jahren bei manchen Pädagogen in Misskredit. In Absetzung von den als übermächtig empfundenen gesellschaftlichen Trends sollte das Gegeneinander wenigstens im Spiel dem Miteinander, die Konkurrenz und der Kampfgedanke wenigstens im Spiel der Kooperation und dem friedvollen Zusammenspiel weichen. Spiele, bei denen es keine Sieger und Verlierer und entsprechend keine Tränen geben sollte, wurden favorisiert gegenüber den sogenannten Nullsummenspielen, bei denen die Höhe des Sieges der einen eine entsprechend harte Niederlage der anderen bedeutete. Zudem wurden Kriegsspiele aller Art geächtet.
Die neue Spielbewegung öffnete im pädagogischen Bereich einerseits das Bewusstsein für die Einseitigkeit ausschließlich kampf- und konkurrenzorientierten Spielens, das vor allem den starken und sieggewohnten Spielern entgegenkam und schwächere Mitspieler oft ausgrenzte Andererseits baute sie eine neue Einseitigkeit auf, die dem Spielen auf Dauer die zum Spiel motivierende und es tragende Spannung nahm. Außerdem wurde bei der anfangs euphorischen Propagierung der Friedensspiele übersehen, dass bei den Parteienspielen wie den Mannschaftsspielen in der Regel beides, Konkurrenz und Kooperation, gefragt sind: Die Konkurrenz wird in der Gegnerschaft zu der anderen Mannschaft ausgetragen. Die Partnerschaft erweist sich im geschickten Zusammenspiel in den eigenen Reihen.
Geblieben ist von der über ein Jahrzehnt geführten Debatte die Erkenntnis, dass Kampfspiele ihre pädagogische Legitimation verlieren, wenn sie im Schul- und Erziehungsbereich in Abbildung der Erfolgsgesellschaft das Leistungsprinzip als einzige Sinndimension des Spielens verabsolutieren und so die kulturelle Vielfalt des Spielens aus dem Blick gerät.
Die heutige Spielpädagogik lehrt, dass Spielen möglichst vielseitig gestaltet und Einseitigkeiten vermieden werden sollten.